# Giberto da Gente
Giberto da Gente, detto anche Ghiberto da Gente (Parma, 1200 circa – Ancona, 1270 circa), è stato un politico e militare italiano, Podestà di Parma dal 1253 al 1259.

## Biografia
La prima notizia su di lui è del 1245, anno in cui alcuni oppositori di Federico II lasciarono Parma dopo che Sinibaldo Fieschi fu eletto papa col nome di Innocenzo IV. Non sentendosi più sicuro nella città, assieme a Bernardo di Rolando Rossi e Gherardo da Correggio, si rifugiò prima a Piacenza e poi a Milano presso il legato pontificio Gregorio da Montelongo. Federico II ordinò che fossero banditi da Parma e fece distruggere le loro case.
Il 16 giugno 1247 partecipò, sotto il comando di Ugo da Sanvitale e Gherardo da Correggio, alla battaglia di Borghetto del Taro (nei pressi di Noceto) contro i parmensi sostenitori dell'imperatore, che si concluse con la vittoria dei fuoriusciti. Secondo il racconto di Salimbene de Adam nella sua Chronica, dopo la vittoria erano indecisi sul da farsi ma le capacità oratorie di Giberto da Gente li convinsero ad attaccare Parma, sfruttando il fattore sorpresa. L'attacco si concluse con la vittoria dei Guelfi e Gherardo da Correggio fu creato podestà.
Federico II, che si trovava nella Val di Susa in viaggio verso Lione, saputo del cambio di fazione dei parmensi si diresse verso Parma con l'intenzione di attaccarla e distruggerla, e il da Gente fu tra i principali organizzatori della difesa della città, che ricevette subito aiuti da Milano. L'assedio di Parma iniziò il 2 luglio 1247 ma Gregorio da Montelongo riuscì a raggiungere la città per porsi al comando dei parmigiani, che in una sortita del 18 febbraio 1248 attaccarono l'accampamento imperiale di Victoria, distruggendola. Federico II riuscì a stento a rifugiarsi prima a San Donnino (l'attuale Fidenza) e poi nella fedele Cremona.
Dopo la morte di Federico II nel 1250 il da Gente fu eletto podestà dei Mercanti. Nel 1253, con l'intento di riportare la pace tra le fazioni guelfe e ghibelline, strinse accordi con i ghibellini fuoriusciti da Parma, con i Cremonesi e con Uberto Pallavicino, che erano ancora in guerra contro i guelfi che governavano a Parma. Il podestà di Parma, il milanese Enrico da Mozzo, lo nominò poi unico arbitro tra la parte guelfa e ghibellina. Nel documento di nomina, si dà ampio mandato al da Gente di dettare le condizioni di pace, a patto che fosse in seguito eletto Potestas Populi, Mercadancie et Communis sino alla fine del 1253 e poi per altri cinque anni. Il 20 maggio, sulla piazza di Santa Maria, di fronte ai rappresentanti dei francescani e dei domenicani e a tutto il popolo, il da Gente fissò i patti per la pace, che prevedevano la restituzione dei prigionieri e la cessione al Comune, da parte del Pallavicino, dei castelli ghibellini del Parmense e di Borgo San Donnino. Il successivo 18 giugno fu varata una riforma statutaria che gli attribuì pieni poteri e da quel giorno fu considerato Signore della città. Il da Gente si presentò, anche agli occhi delle città vicine, come un garante di pace dopo decenni di lotte civili. Nell'ottobre del 1253 la vicina Reggio chiese il suo intervento per riportare l'ordine sul proprio territorio, anche in previsione dell'imminente ingresso in città del vescovo Guglielmo da Fogliano, personalità invisa da una parte dei Reggiani. Il 28 ottobre Da Gente e i parmensi scortarono in Reggio il vescovo.
In giugno del 1254 fece approvare dal Consiglio di Parma uno statuto con cui si prolungava sino a dieci anni la durata della sua carica di podestà si stabiliva che essa fosse trasmissibile ai suoi eredi. Dopo la morte del vescovo Alberto da Sanvitale nel 1257, da Gente volle che fosse eletto suo fratello Guglielmo, abate di Leno, mentre i canonici del Capitolo della Cattedrale candidarono Giovanni di Donna Rifiuta. Nel contrasto finì col prevalere Obizzo da Sanvitale, appoggiato dal gruppo guelfo che faceva capo al cardinale Ottobuono Fieschi.
In seguito a un periodo di grave crisi economica, nel dicembre del 1259 il Consiglio maggiore di Parma depose il Da Gente dopo sei anni e otto mesi di Signoria e nominò come podestà Inghiramo Frangilasta da Pistoia, che assunse la carica nel 1260. Il Da Gente si ritirò a Campegine, dove ricevette la visita di fra' Salimbene de Adam, che si era proposto di indurlo ad abbracciare la vita religiosa, ma fu un tentativo inutile: la nomina a podestà di Pisa per il 1261 fece tornare il Da Gente sulla scena politica. Con i pisani conquistò i castelli di Montecalvoli e di Santa Maria in Monte e di concluse favorevolmente, tra il settembre e l'ottobre, l'assedio di Fucecchio. Allo scadere del mandato, in marzo del 1262 fu eletto podestà di Padova.
Nella città veneta svolse un'intensa attività diplomatica, che si concluse il 23 aprile con un accordo tra Padova, Vicenza, Verona e Treviso. Organizzò grandi festeggiamenti per la traslazione delle reliquie di Sant’Antonio e assistette, insieme con Bonaventura da Bagnoregio, alla ricognizione del corpo del santo. Tornato a Parma, si reinserì nella vita politica del Comune, ma ormai la sua posizione politica si era spostata apertamente verso la parte ghibellina. Il 28 maggio 1266 vi fu un colpo di Stato del capo dei guelfi Baldo da Froa, e il Da Gente si rifugiò coi fautori del Pallavicino a Borgo San Donnino. Attaccato dai guelfi, si ritirò nel suo castello di Campegine, ma nel 1270 il podestà di Parma, Gerardo Bojardo da Reggio, conquistò la fortezza e la fece radere al suolo. Il Da Gente riuscì a salvarsi e si rifugiò come esule ad Ancona, dove morì dopo poco tempo.
A Parma gli è intitolata una via dell'Oltretorrente, che collega via Ildebrando Bocchi con via La Grola.